# Claudia Rivero
Claudia Rivero Modenesi (* 28. November 1986 in Lima) ist eine peruanische Badmintonspielerin.

## Karriere
Claudia Rivero startet 2008 für Peru im Dameneinzel bei Olympia. Nach einem Freilos in Runde 1 schied sie in der folgenden Runde gegen Pi Hongyan aus Frankreich aus.
Ihre bisher größten Erfolge feierte sie 2010, wo sie bei den Südamerikaspielen dreimal Gold und einmal Silber erkämpfen konnte. Sie gewann sowohl das Dameneinzel, das Mixed als auch den Teamwettbewerb, lediglich im Damendoppel reichte es nur zu Platz zwei.

## Sportliche Erfolge
| Saison | Veranstaltung               | Disziplin   | Platz | Name                                |
| ------ | --------------------------- | ----------- | ----- | ----------------------------------- |
| 2005   | Panamerikameisterschaft     | Dameneinzel | 5     | Claudia Rivero                      |
| 2005   | Peru International          | Dameneinzel | 5     | Claudia Rivero                      |
| 2006   | Peru International          | Dameneinzel | 3     | Claudia Rivero                      |
| 2007   | Panamerikanische Spiele     | Dameneinzel | 3     | Claudia Rivero                      |
| 2007   | Panamerikanische Spiele     | Mixed       | 3     | Rodrigo Pacheco / Claudia Rivero    |
| 2008   | Miami PanAm International   | Dameneinzel | 1     | Claudia Rivero                      |
| 2008   | Peru International          | Dameneinzel | 1     | Claudia Rivero                      |
| 2008   | Peruanische Meisterschaft   | Mixed       | 1     | Antonio de Vinatea / Claudia Rivero |
| 2009   | Peru International          | Damendoppel | 1     | Claudia Rivero / Cristina Aicardi   |
| 2009   | Peru International          | Dameneinzel | 1     | Claudia Rivero                      |
| 2009   | Puerto Rico International   | Damendoppel | 1     | Claudia Rivero / Cristina Aicardi   |
| 2010   | Südamerikaspiele            | Damendoppel | 2     | Claudia Rivero / Cristina Aicardi   |
| 2010   | Südamerikaspiele            | Mannschaft  | 1     | Peru                                |
| 2010   | Südamerikaspiele            | Dameneinzel | 1     | Claudia Rivero                      |
| 2010   | Südamerikaspiele            | Mixed       | 1     | Rodrigo Pacheco / Claudia Rivero    |
| 2010   | Colombia International      | Dameneinzel | 1     | Claudia Rivero                      |
| 2010   | Colombia International      | Mixed       | 1     | Rodrigo Pacheco / Claudia Rivero    |
| 2010   | Colombia International      | Damendoppel | 1     | Claudia Rivero / Cristina Aicardi   |
| 2011   | Peru: Einzelmeisterschaften | Dameneinzel | 1     | Claudia Rivero                      |
| 2011   | Peru: Einzelmeisterschaften | Mixed       | 1     | Rodrigo Pacheco / Claudia Rivero    |
| 2012   | Peru: Landesmeisterschaften | Dameneinzel | 1     | Claudia Rivero                      |
| 2012   | Peru: Landesmeisterschaften | Damendoppel | 1     | Claudia Rivero / Valeria Rivero     |